# Ортон, Джоб
Джоб Ортон (4 сентября 1717, Шрусбери — 1783, Кройдон) — английский религиозный деятель, священник-диссентер, писатель-богослов.
Поступил в Академию доктора Филиппа Доддриджа в Нортгемптоне, стал министром (священником) конгрегации, образованной слиянием пресвитериан и индепендентов в часовне Хай-стрит Шрусбери (1741), получил пресвитерианское рукоположение там же (1745), ушёл в отставку в 1766 году в связи с плохим состоянием здоровья и жил на покое в Кройдоне до самой смерти.
Он имел большое влияние как среди несогласных министров, так и среди духовенства господствующей церкви. Он был глубоко верующим пуританином и разделял савеллианскую доктрину о Троице. Старомодный в большинстве своих взглядов, он отрицал религиозные воззрения как методистов и других ревивалистов, а также диссентеров-рационалистов, но хорошо отзывался о Джозефе Пристли и Феофиле Линдси.
Главные работы: «Letters to Dissenting Ministers» (2 тома, 1806); «Practical Works» (2 тома, 1842).